# Prosmyky
Prosmyky (německy Prosmik) bývaly vesnice na levém břehu Labe, dva kilometry východně od centra Lovosic. Obec zanikla po roce 1945 postupným vysídlováním. V současné době se zde nachází průmyslová zóna. Kolem bývalé obce vede silniční přivaděč, který propojuje dálnici D8 s Litoměřicemi. Dnes je průmyslová zóna součástí města Lovosice.

## Název
Název vesnice je odvozen ze slova prosmyk neboli průsmyk (úzký průchod). V historických pramenech se objevuje ve tvarech: Prosmiceh a Prossmicieh (okolo roku 1057), Prosmyky (1248, 1623), Prosmiky (1654), Prismick (1787) a Prosmík (1833).

## Historie
V místech průmyslové zóny I bylo v prvním desetiletí 21. století prozkoumáno 85 hrobů pohřebiště z období laténské kultury a několik set sídlištních objektů knovízské kultury a doby římské. Pohřebiště, na němž bylo roku 2009 známo sto hrobů, patří k největším v Čechách. Jedním ze sídlištních objektů byl kruhový příkop s vnějším průměrem asi sedmnáct metrů, šířkou dvacet až padesát centimetrů a hloubkou od deseti do třiceti centimetrů, který byl zjištěn v rozsahu asi 250°. Vstup do příkopem vymezeného areálu ani středový hrob nebyl nalezen.
První písemná zmínka o vesnici pochází z doby okolo roku 1057.

## Obyvatelstvo
|           | 1869 | 1880 | 1890 | 1900 | 1910 | 1921 | 1930 | 1950 | 1961 | 1970 | 1980 | 1991 | 2001 | 2011 |
| --------- | ---- | ---- | ---- | ---- | ---- | ---- | ---- | ---- | ---- | ---- | ---- | ---- | ---- | ---- |
| Obyvatelé | 598  | 579  | 569  | 583  | 638  | 555  | 643  | 475  | 482  | 386  | 6    | 2    | 2    | 9    |
| Domy      | 93   | 95   | 98   | 101  | 107  | 105  | 130  | 140  | 126  | 122  | 3    | 2    | 2    | 3    |

## Pamětihodnosti
- Kaple svatého Františka z Assisi